# GFAJ-1

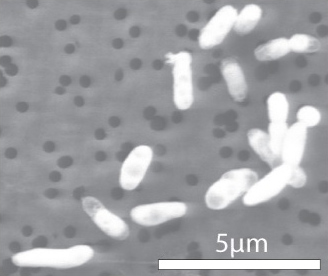
Células de la bacteria GFAJ-1 cultivadas en fósforo.

GFAJ-1 es una bacteria extremófila en forma de vara perteneciente a la familia Halomonadaceae, del grupo de las proteobacterias. En primera instancia se hipotetizó que, al ser privada de fósforo, era capaz de incorporar el elemento arsénico, que generalmente es venenoso. Posteriores estudios independientes publicados en 2012 no encontraron arseniato detectable en el ADN de GFAJ-1, refutaron la afirmación, y demostraron que GFAJ-1 es simplemente un organismo dependiente de fosfato y resistente al arseniato.

## Descubrimiento
El microorganismo GFAJ-1 fue cultivado y descubierto por Felisa Wolfe-Simon, una astrobióloga de la NASA en una residencia del Servicio Geológico de los Estados Unidos en Menlo Park, California. El organismo fue aislado y cultivado a partir de los sedimentos que ella y sus colegas recopilaron durante 2009 a lo largo de la orilla del lago Mono, en California, Estados Unidos. El lago Mono es hipersalino y altamente alcalino, y también cuenta con una de las más altas concentraciones naturales de arsénico en el mundo (200 μM).
En el Árbol filogenético, de acuerdo a la secuenciación 16s rRNA, esta bacteria de forma cilíndrica se encuentra dentro de la familia Halomonadaceae. Se sabe que muchas bacterias de esta familia son capaces de tolerar altos niveles de arsénico, pero GFAJ-1 es capaz de una cantidad mucho mayor. Al ser privada de fósforo, es capaz de incorporar arsénico a su ADN y continuar creciendo. Al introducir arsénico radioactivo en el medio de cultivo de algunas bacterias, Wolfe-Simon observó que aproximadamente un 10% del arsénico absorbido por dichas bacterias terminaba como parte de su ADN. En el ácido nucleico de estas bacterias el arsénico se liga al oxígeno en la misma manera en que el fósforo se liga al oxígeno en el ADN regular; y encontraron que, cultivadas en una solución de arseniato, crecían al 60% de lo que ocurría en una solución de fosfato.
Cuando los investigadores añadieron arseniato marcado radiactivamente a la solución, para seguir su distribución, encontraron que el arsénico estaba presente en las partes celulares que contienen proteínas, lípidos y metabolitos como el ATP y glucosa, y también en el ácido nucleico que conformaba el ADN y el ARN.

## Implicaciones
De haberse confirmado que este microorganismo puede utilizar arsénico para construir sus componentes celulares daría lugar a la idea, generada hace tiempo y generalmente aceptada, de que la hipotética vida en otros planetas pudiera tener una composición química diferente a la de la Tierra.

## Refutación
En diciembre del 2010 la cepa estuvo disponible para su distribución para permitir los estudios independientes. En mayo del 2011 se publicó, en la revista BioEssays, una revisión del artículo original, en ella se analizaron los problemas técnicos de la investigación de  Wolfe-Simon, la falta de demostraciones realizadas y dio explicaciones alternativas a las observaciones. En el año 2012 una investigación de la Universidad de Columbia no detectó nada de Arsénico en el ADN de GFAJ-1. Tras realizar estudios independientes un equipo de la Universidad de Miami dio una explicación simple, descubrieron que el arsenato genera una proteólisis masiva en los ribosomas, liberando así el fósforo requerido. De modo que la bacteria simplemente consume Fósforo reciclado y este no fue remplazado por el arsenato. El artículo fue retirado en 2025.